# Medal Świętego Jerzego (Tygodnik Powszechny)
Medal Świętego Jerzego – honorowa nagroda przyznawana od 1993 przez „Tygodnik Powszechny” „za zmagania ze złem i uparte budowanie dobra w życiu społecznym ludziom, którzy wykazują szczególną wrażliwość na biedę, krzywdę, niesprawiedliwość i wrażliwość tę wyrażają czynem”.
Na medalu wypisany jest fragment Psalmu 37. w przekładzie Marka Skwarnieckiego:
Powierz Panu swą drogę, zaufaj Mu, a On sam będzie działał. On sprawi, że twa sprawiedliwość zabłyśnie jak światło, a prawość Twoja, jak blask południa.

## Reguły
Nominacje do medalu zgłaszają czytelnicy „Tygodnika Powszechnego”, natomiast laureatów wybiera kapituła:
- ks. Adam Boniecki (przewodniczący),
- prof. Władysław Stróżewski,
- prof. Andrzej Zoll,
- Piotr Mucharski.

Dawniej należeli do niej także:

- Józefa Hennelowa,
- prof. Barbara Skarga,
- abp Józef Życiński,
- Krzysztof Kozłowski,
- Tomasz Fiałkowski,
- Henryk Woźniakowski,
- Jan Józef Szczepański,
- ks. Józef Tischner,
- Jerzy Turowicz,
- Tadeusz Żychiewicz.

## Laureaci
- 1993: ks. Arkadiusz Nowak
- 1994: Janina Ochojska, Jacek Kuroń
- 1995: Jerzy Adam Marszałkowicz
- 1996: s. Małgorzata Chmielewska, Marek Nowicki
- 1997: Zofia Tetelowska, ks. Tadeusz Isakowicz-Zaleski, Jerzy Owsiak
- 1998: Krystyna Mrugalska, bp Tadeusz Pieronek
- 1999: Marek Edelman, abp Alfons Nossol
- 2000: Krzysztof Czyżewski, Tadeusz Mazowiecki
- 2001: Zbigniew Gluza, ks. Jan Sikorski
- 2002: Ewa Woydyłło-Osiatyńska, prof. Leon Kieres
- 2003: Adam Michnik, Václav Havel
- 2004: Stana Buchowska, Norman Davies
- 2005: prof. Barbara Skarga, abp Józef Życiński
- 2006: prof. Leszek Kołakowski, Anna Dymna
- 2008: Anna Otffinowska, rabin Michael Schudrich
- 2009: Krystyna Starczewska, Leszek Balcerowicz
- 2010: ks. Wacław Hryniewicz, Aleksandr Gurjanow
- 2011: prof. Jerzy Jedlicki, o. Ludwik Wiśniewski OP
- 2012: Danuta Wałęsa, ks. Andrzej Augustyński CM.
- 2013: Agnieszka Holland, ks. Michał Heller
- 2015: ks. Jan Adam Kaczkowski[1]
- 2016: Giusi Nicolini, prof. Karol Modzelewski
- 2017: prof. Adam Strzembosz, Maria Dąbrowska-Majewska
- 2018: Ewa Błaszczyk, abp Wojciech Polak
- 2019: prof. Barbara Engelking, prof. Tomáš Halík

W roku 2007 nagrody nie przyznano – jej przyjęcia odmówili Andrzej Wajda i Krystyna Zachwatowicz.
22 listopada 2008 zwrot nagrody do redakcji zapowiedział ks. Tadeusz Isakowicz-Zaleski.